# Jean Saint-Pierre
Pour les articles homonymes, voir Saint-Pierre.
Jean Saint-Pierre (Anxuberro), né le 28 mars 1884 à Villefranque (Pyrénées-Atlantiques) et mort le 18 décembre 1951 dans la même ville, est un prélat catholique, promoteur de la culture basque, écrivain, académicien français de langue basque, évêque auxiliaire de Carthage (Tunisie) de 1930 à 1937, et titulaire du titre d'évêque de Gordus (de) de 1930 à 1951.

## Biographie
Jean Saint-Pierre étudie au petit séminaire de Larressore et au séminaire de Bayonne ; il est ordonné prêtre le 23 septembre 1908, puis entre à l'Institut catholique de Toulouse. En 1910, il obtient son doctorat en théologie à l'université pontificale grégorienne de Rome. Entre 1910 et 1912, Jean Saint-Pierre est vicaire de la paroisse de Saint-André à Bayonne, et de 1912 à 1914, sert de diocésain missionnaire à Hasparren. En 1914, il est nommé professeur de morale et recteur du séminaire de Bayonne et en devient le directeur. Lors du déclenchement de la Première Guerre mondiale, il est mobilisé, mais continue à envoyer des chroniques à l'hebdomadaire Eskualduna, puis est fait prisonnier par les Allemands.
En 1921, Jean Saint-Pierre cofonde la revue Gure Herria, assiste le quotidien Euzkadi et commence à écrire une Histoire des Basques en basque. En 1922, il est nommé secrétaire auprès de l'évêque de Bayonne, Mgr Gieure. En 1925, il devient directeur de Gure Herria, rédacteur en chef d'Eskualduna et chanoine de la cathédrale de Bayonne. En 1929, il est secrétaire du VIIe Congrès eucharistique national qui se tient dans la capitale labourdine. Le 15 juillet 1930, il est consacré par Mgr Gieure évêque dans la cathédrale Sainte-Marie de Bayonne, nommé à la fonction d'évêque auxiliaire de Carthage avec le titre d'évêque de Gordus (de).
En 1937, Jean Saint-Pierre démissionne de sa charge d’évêque et se retire dans sa ville natale, Villefranque, et la même année, il est nommé président de la section française de la Société internationale d'études basques. En 1945, il cofonde l'hebdomadaire Herria, en 1948, il collabore avec Eusko Jakintza. En 1950, il est le principal promoteur de la renaissance de Gure Herria. Son travail, dont la plupart est paru dans la dernière publication, comprend de nombreux articles sur la langue basque, la littérature et l'histoire en soulignant la série Eskualdunak (1921-1922).
Le 31 mai 1984, pour marquer le centenaire de sa naissance, Euskaltzaindia ou l'Académie de la langue basque lui rend hommage lors d'une session plénière dans sa ville natale, et lors de la quatrième réunion de dialectologie tenue les 1er et 2 juin 1984 à Ustaritz.

#### Collection
- 14eko Gerla Handia, 1998, Editoreen Elkartea.

#### Autres
- Jean Saint-Pierre "Anxuberro": (1884-1951), Piarres Charritton, 2003, 24 pages, dans Ander Arzelus Luzear, Enrike Zubiri Manezaundi, Jean Saint-Pierre Anxuberro, Juan Bautista Bilbao Batxi avec les auteurs suivants: Iņigo Aranbarri, Rosa Miren Pagola et Xabier Arzelus, Eusko Jaurlaritzaren Argitalpen Zerbitzu Nagusia, chaque volume se présente sous forme d'une chemise contenant 4 fascicules.